# Hans Wagener (Manager)
Hans Wagener (* 6. Februar 1950 in Rosdorf
) ist ein deutscher Manager. Er war zwischen 2003 und Juni 2010 Vorstandssprecher bei PwC Deutschland und von 2010 bis 2015 Vorsitzender des Aufsichtsrats der Landesbank Baden-Württemberg.

## Leben
Wagener machte nach dem Abitur zunächst eine Banklehre bei der Commerzbank. Anschließend studierte er an der Universität Göttingen Betriebswirtschaftslehre.
1977 begann er als Wirtschaftsprüfungsassistent bei der Treuarbeit AG, einer Vorgängerorganisation von PwC Deutschland. Nachdem er Anfang der 1980er Jahre sowohl das Steuerberater- als auch das Wirtschaftsprüferexamen abgelegt hatte, verließ er 1985 das Unternehmen und wechselte zum Prüfungsverband Deutscher Banken. Nach seiner Rückkehr zu PwC Deutschland 1987 wurde er 1992 dort das für Finanzdienstleistungen zuständige Mitglied des Vorstandes. Darüber hinaus übernahm er in der Folgezeit auch verschiedene internationale Tätigkeiten für PwC. Im Juli 2003 übernahm er von Rolf Windmöller das Amt des Vorstandssprechers von PwC Deutschland. Zum 30. Juni 2010 gab er den Vorstandsvorsitz ab.
Neben seiner Arbeit für PwC war Wagener als Lehrbeauftragter in der Abteilung Rechnungswesen an der Johann Wolfgang Goethe-Universität in Frankfurt tätig und sitzt im Verwaltungsrat des Instituts der Wirtschaftsprüfer.
Im August 2010 einigten sich die Eigentümer der Landesbank Baden-Württemberg auf Wagener als neuen Vorsitzenden des Aufsichtsrats, der nach einem Wechsel der Rechtsform hin zu einer Aktiengesellschaft neu gegründet wurde. Im Jahr 2015 wurde Christian Brand zum Aufsichtsratsvorsitzenden gewählt. Wagener ist als Kontrolleur bei der Bank geblieben.